# Rossville (Iowa)
Pour les articles homonymes, voir Rossville.
Rossville est une communauté non constituée en municipalité, du comté d'Allamakee en Iowa, aux États-Unis. La ville est nommée en hommage à William F. Ross, le premier à s'installer sur le site, en 1850.
Le bureau de poste est inauguré en 1853 et fermé en 1914.